# Carl-Gerhard Gottfries
Carl-Gerhard Gottfries, född 9 februari 1928 i Borrby församling, Kristianstads län, är en svensk psykiater.
Gottfries blev medicine licentiat vid Lunds universitet 1957 samt medicine doktor 1968 och docent i psykiatri i Lund 1969. Han innehade läkarförordnanden 1957–64, var biträdande överläkare på Malmö östra sjukhus 1964–71, professor i psykiatri vid Umeå universitet och överläkare vid psykiatriska kliniken vid Umeå lasarett 1971–77, professor i psykiatri vid Göteborgs universitet och överläkare vid Sankt Jörgens sjukhus i Göteborg 1977–92 samt professor i geriatrisk neuropsykiatri vid Göteborgs universitet och överläkare vid Mölndals sjukhus från 1992. Han har författat skrifter i psykiatri, särskilt psykofarmakologi, psykogeriatrik och angående psykiatriska mätmetoder.
Han är son till agronom Julius Gottfries och Ragnhild, ogift Larsson, samt bror till Charlotte Weibull och Ingrid Gottfries.